# Irengia
Irengia är ett släkte av tvåvingar. Irengia ingår i familjen parasitflugor.
Kladogram enligt Catalogue of Life:
| Irengia | \| \| Irengia guianensis \| \| \| \| \| \| Irengia lativentris \| \| \| \| |
|         | \| \| Irengia guianensis \| \| \| \| \| \| Irengia lativentris \| \| \| \| |
|         | Irengia guianensis                                                         |
|         |                                                                            |
|         | Irengia lativentris                                                        |
|         |                                                                            |